# Jan Janák (politik)
Jan Janák (15. května 1855 Bříšťany – 19. listopadu 1934 Milovice u Hořic) byl rakouský a český sedlák a politik, na počátku 20. století poslanec Českého zemského sněmu.

## Biografie
Působil jako rolník v domovských Bříšťanech. V letech 1903–1928 zastával funkci okresního starosty v Hořicích. Zakládal Okresní požární pojišťovnu v Hořicích a roku 1892 založil Selské banderium, které se pravidelně účastnilo regionálních slavností.
Na počátku století se zapojil i do zemské politiky. Ve volbách v roce 1908 byl zvolen do Českého zemského sněmu v kurii venkovských obcí (volební obvod Hořice, Nová Paka). Politicky se uvádí coby člen České agrární strany. Kvůli obstrukcím se ovšem sněm fakticky nescházel.